# Interdynamic MP-9
A Interdynamic MP-9 é uma arma de fogo de calibre 9 mm automática, operada por blowback, classificada pela ATF como uma submetralhadora. É feita de polímero moldado barato e peças de aço estampadas. Estão disponíveis carregadores de 10, 20, 32, 36 e 50 tiros.
A MP-9 veio de um projeto que a empresa sueca Interdynamic AB de Estocolmo tinha para uma submetralhadora barata para aplicações militares. A Interdynamic não conseguiu despertar qualquer interesse entre os governos, e a submetralhadora nunca entrou em produção na Suécia. Não querendo desistir do projeto, a Interdynamic criou uma subsidiária nos EUA destinada principalmente a comercializar uma versão semiautomática, chamada KG-9 em homenagem aos dois principais parceiros, Kellgren e Garcia, para civis.
A Interdynamic USA foi forçada pela ATF a reprojetar a KG-9 devido à sua facilidade de ser convertida para fogo automático. Ao mesmo tempo em que um ferrolho fechado era projetado, de acordo com a ATF, o receptáculo de plástico inferior teve que ser reequipado para colocar uma etiqueta de metal com o número de série na lateral, em vez de apenas carimbar o número de série no alojamento de plástico do carregador. Esta versão foi chamada de KG-99 e é esta arma que foi oferecida em uma configuração de submetralhadora de ferrolho aberto designada MP-9. Colocados lado a lado, os receptáculos superior e inferior da KG-99 e da MP-9 são idênticos, com a exceção de que a MP-9 tem uma ranhura aberta para fixação do ferrolho fresada na parte superior e a ponta do cano tem uma ranhura de compensação cortada nele. A Interdynamic produziu uma quantidade muito pequena de submetralhadoras MP-9 registradas devido à falta de demanda do público em geral. A MP-9 foi feita em duas configurações, uma com capacidade de fogo seletivo e coronha dobrável (Interdynamic MP-9), e outra automática, mas sem coronha (K-9). Acredita-se que os números de produção sejam inferiores a 50 no total, talvez apenas 24 em fogo seletivo com a coronha dobrável.

## Imitação feita ilegalmente na Europa
Quantidades de uma pistola automática de 9 mm fabricada ilegalmente foram apreendidas na Europa. Elas são um pouco semelhantes à Intratec TEC-9 e são marcadas como "Intratec TEC-9".